# Tiên Thư Cư
Tiên Thư Cư (chữ Hán: 先且居; ?-622 TCN) là tướng nước Tấn thời Xuân Thu trong lịch sử Trung Quốc.

## Sự nghiệp
Tiên Thư Cư là con trai Tiên Chẩn - vị tướng có công giúp Tấn Văn công giành nghiệp bá chủ chư hầu.
Sau khi Tiên Chẩn qua đời (627 TCN), Tấn Tương công cử ông làm trung quân nguyên soái nối chức cha.
Năm 626 TCN, Tấn Tương công giận nước Vệ không triều cống và xâm lấn nước Trịnh, bèn sai Tiên Thư Cư đi đánh Vệ. Tiên Thư Cư ra quân đánh bại quân nước Vệ, chiếm đất Thích.
Năm 625 TCN, Tần Mục công lại sai Mạnh Minh mang quân đánh Tấn báo thù trận Hào Sơn (năm 628 TCN). Tấn Tương công sai Tiên Thư Cư làm trung quân, Triệu Thôi làm phó tướng đi đánh Tần. Quân Tấn có quân Nhung giúp. Hai bên gặp nhau ở Bành Nha. Quân Tấn đánh bại quân Tần lần thứ hai. Mạnh Minh đại bại phải rút lui.
Đến cuối năm đó, nước Tấn cùng 3 nước Tống, Trần, Trịnh hội binh đánh nước Tần để báo thù việc xâm lấn hồi đầu năm. Tiên Thư Cư chỉ huy quân Tấn đánh chiếm đất Uông của nước Tần.
Năm 622 TCN, Tiên Thư Cư qua đời. Không rõ năm đó ông bao nhiêu tuổi.